# Kościół Chrystusowy w RP
Kościół Chrystusowy w Rzeczypospolitej Polskiej (poprzednie nazwy: Wspólnota Kościołów Chrystusowych w RP, Kościół Zborów Chrystusowych) – chrześcijański wolny Kościół protestancki nurtu ewangelikalnego, wywodzący się z tradycji Kościołów Chrystusowych (tzw. campbellitów od nazwiska Thomasa Campbella), które głosiły powrót do nauki Biblii, zgodnie z przyjętą maksymą: Gdzie Biblia mówi – my mówimy. Gdzie Biblia milczy – my milczymy, oraz zasadą reformacji: sola scriptura. W 2024 roku Kościół liczył 7365 wiernych (w tym 444 duchownych) w 52 zborach. Zorganizowany jest według modelu prezbiteriańskiego. Organ prasowy wspólnoty stanowi kwartalnik Słowo i Życie.
Kościół jest członkiem założycielem Aliansu Ewangelicznego w RP. 1 lutego 1990 został wpisany do rejestru Kościołów i związków wyznaniowych Ministerstwa Administracji i Cyfryzacji w dziale A pod numerem 24. Siedziba władz Kościoła znajduje się w Warszawie. Prezbiterem Naczelnym Kościoła jest pastor Andrzej Bajeński.

## Historia

### Okres II Rzeczypospolitej
Idee Kościoła Chrystusowego na ziemiach polskich pojawiły się pod koniec roku 1921 wraz z powrotem ze Stanów Zjednoczonych do rodzinnej Starowsi prekursora i pioniera ruchu, pastora Konstantego Jaroszewicza. Wkrótce zgromadził on liczącą kilka rodzin grupę sympatyków. W maju i we wrześniu 1923 przeprowadzono dwa pierwsze chrzty, a w Starowsi powstał pierwszy zbór. Działalność prowadzona była na Kresach Wschodnich głównie wśród ludności prawosławnej. Jesienią 1924 roku małżeństwo Jaroszewiczów przeprowadziło się do Kobrynia, gdzie powstało centrum misyjne.
W roku 1923 Jaroszewicz złożył wniosek o zalegalizowanie wspólnoty, lecz został on odrzucony. W 1926 roku, pomimo trudności czynionych przez Ludwika Szenderowskiego, zbory wspólnoty uzyskały legalizację lokalną, jednakże tylko na terenie województw wołyńskiego i poleskiego. W latach 30. zalegalizowano zbory również w innych województwach wschodnich. Do roku 1925 używano nazwy „Międzynarodowa Chrześcijańska Misja”, którą na konferencji w Kobryniu w roku 1926 zmieniono na „Misja Chrześcijan Ewangelicznych w Polsce”. Następnie w roku 1928 utworzono Zjednoczenie Kościołów Chrystusowych (ZKCh).
Do 1928 powstało 30 zborów. W 1929 roku w Kobryniu miał miejsce I Ogólnopolski Zjazd ZKCh, na którym powołano Komitet Wykonawczy w składzie: Konstanty Jaroszewicz – prezes, Jan Bukowicz – wiceprezes i skarbnik, Jerzy Sacewicz – sekretarz, Bolesław Winnik – zastępca sekretarza oraz członkowie: Grzegorz Bajko, Teodor Pawluk, Nikon Jakoniuk, Jan Moskaluk i Jan Władysiuk. Z wyjątkiem roku 1933 Zjazdy ZKCH organizowano raz w roku w różnych miejscowościach, do roku 1939 włącznie. Do 1939 siedziba ZKCh mieściła się w Kobryniu, kiedy przeniesiono ją do Brześcia. W okresie międzywojennym wszystkie zbory były rosyjskojęzyczne. Największe skupisko wyznawców znajdowało się w okolicach Kobrynia. W 1937 roku w powiecie kobryńskim było około 1500 wyznawców. Rekrutowali się głównie spośród rolników, a w miastach spośród ubogich robotników i służby domowej.

### Okres II wojny światowej
Wybuch II wojny światowej spowodował, że część zborów znalazła się w Generalnym Gubernatorstwie, Prusach Wschodnich, na Białorusi, Ukrainie i w Rzeszy. Większość zborów znajdowała się na terenach Ukrainy. Granice ustalone przez okupantów utrudniały w prowadzeniu pracy, najtrudniejsze jednak warunki były w Generalnym Gubernatorstwie. W maju 1941 zabroniono urządzania zebrań religijnych. Tam, gdzie było to możliwe zbory przyłączyły się do Związku Nieniemieckich Ewangelicko-Wolnokościelnych Zborów (baptyści). Podczas wojny wielu liderów zostało wywiezionych do Rzeszy, obozów koncentracyjnych bądź łagrów sowieckich. W wyniku zmiany granic po II wojnie światowej 72 zbory znalazły się za wschodnią granicą. Zbory te weszły w skład narzuconej przez władze Ogólnozwiązkowej Rady Ewangelicznych Chrześcijan Baptystów w ZSRR.

### Okres Polski Ludowej
W 1945 zbory ZKCh weszły w skład Polskiego Kościoła Ewangelicznych Chrześcijan Baptystów. Zarząd PKEChB nie akceptował metod, jakie Jerzy Sacewicz stosował przy pozyskiwaniu obiektów sakralnych na Pomorzu i Mazurach, ponadto żądano rozwiązania Komitetu Wykonawczego ZKCh (funkcjonował nadal pomimo wejścia do PKEChB). W związku z tym w listopadzie 1946 przywódcy zborów ZKCh zdecydowali o wystąpieniu swojego środowiska ze struktur PKEChB.
W listopadzie 1946 wznowiło działalność Zjednoczenie Kościołów Chrystusowych Wyznania Ewangelicznego w Polsce. Funkcjonowały wówczas 4 zbory w województwie białostockim (Siemiatycze, Boćki, Milejczyce, Grodzisk), 8 w mazurskim (Olsztyn, Lidzbark Warmiński, Kętrzyn, Mrągowo, Rumy, Świętajno, Ruskowo, Pasłęk) oraz w Gdańsku, Sosnowcu i 1 w lubelskim (Muratyna).
W 1948 wydano pierwszy numer miesięcznika „Jedność” w nakładzie 2000 egzemplarzy. Wydano „Śpiewnik Kościoła Chrystusowego” w nakładzie 10 tysięcy egzemplarzy oraz kilka broszur.
Czas PRL-u był trudnym okresem dla Kościoła. We wrześniu 1950 po zebraniu fałszywych materiałów, pracownicy Urzędu Bezpieczeństwa aresztowali duchownych oraz pracowników świeckich Kościoła. Aresztowano całą Radę Kościoła w składzie: Jerzy Sacewicz – prezes Kościoła, Mikołaj Korniluk – sekretarz, Bolesław Winnik – skarbnik, Paweł Bajeński i Nikon Jakoniuk – członkowie Rady Kościoła. Bajeński i Jakoniuk zostali zwolnieni po kilkumiesięcznym pobycie w więzieniu, pozostałych oskarżono o szpiegostwo. Wszelką działalność charytatywną i kontakty ze współwyznawcami z Zachodu władze zakwalifikowały do działalności szpiegowskiej. Jerzemu Sacewiczowi postawiono następujące zarzuty:
Sacewicz natomiast pozostał na terenach wyzwolonych przez Armię Czerwoną, gdzie ukrywszy swoją przeszłość, prowadzenie działalności religijnej i rozpoczął pracę w Komunalnej Kasie w Brześciu. Po wybuchu wojny niemiecko-radzieckiej i po zajęciu przez Niemcy wschodnich terenów Sacewicz Jerzy natychmiast zmienia swoją pozycję. Nawiązuje on zaraz łączność z miejscowymi władzami S.D. i niemieckim sztabem frontu wschodniego, z którymi przeprowadza tajne rozmowy, w rezultacie których Niemcy obdarzają go pełnym zaufaniem, zaopatrując go jednocześnie w dokumenty, dając mu możność korzystania w razie potrzeby ze wszelkich środków komunikacji do lotnictwa wojskowego włącznie... Od tej chwili zaczęły się częste wyjazdy Sacewicza do różnych miast Ukrainy, a w pierwszym rzędzie do Kijowa. Podczas wyjazdów tych Sacewicz oficjalnie występował jako gorliwy zwolennik hitleryzmu, agitując ludność ukraińską do całkowitego podporządkowania się władzom hitlerowskim, do konieczności wyjazdów na roboty do Niemiec, lansując przy tym bezcelowość walki z hitleryzmem. Usiłował także skłaniać ludność do współpracy z władzami hitlerowskimi... Swoją prohitlerowską działalność prowadził Sacewicz do chwili wyzwolenia.
Jerzy Sacewicz został osadzony w więzieniu (do 1952), gdzie był torturowany.

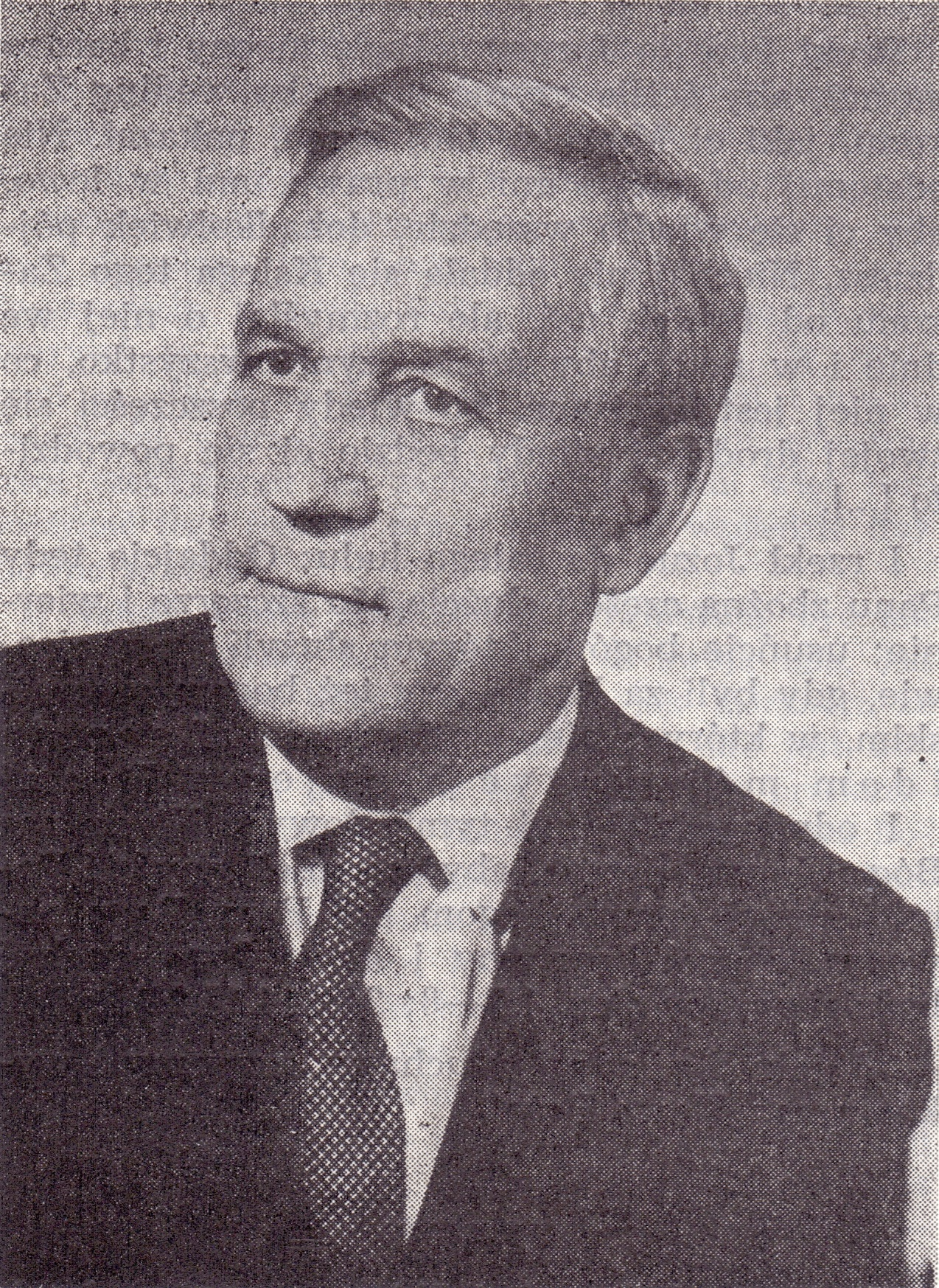
Konstanty Sacewicz, prezes ZKE w latach 1975-1981

W 1951 Paweł Bajeński, po wyjściu z więzienia i kilkumiesięcznym pobycie w szpitalu, podjął starania o odzyskanie opieczętowanych kaplic. Zwołał również konferencję w Inowrocławiu, gdzie wybrano nowy zarząd Kościoła. Prezesem został Paweł Bajeński, sekretarzem – Konstanty Sacewicz, skarbnikiem – Nikon Jakoniuk. Jerzy Sacewicz i Mikołaj Korniluk nadal siedzieli w więzieniu. Działalność Kościoła ograniczała się do nabożeństw. Władze prowadziły politykę łączenia pokrewnych wyznań i przydzielały jedną kaplicę do wspólnego użytkowania. ZKCh posiadał wówczas 24 zbory, 53 placówki, 12 kaplic, 6 sal modlitewnych, w których gromadziło się około 3000 wiernych. Ryszard Michalak zarzucił, że Paweł Bajeński po wyjściu na wolność realizował wytyczne władz (połączenie z ZKE). Paweł Bajeński po wyjściu na wolność doprowadził do tego, że ZKCh weszło do ZKE. W tym samym czasie Jerzy Sacewicz był pozbawiony wolności i nie miał wpływu na życie Kościoła. Po wyjściu na wolność miał pretensje do Bajeńskiego, że „wprowadził Kościół do Babilonu”. W roku 1956 pojawiły się w Kościele tendencje separatystyczne, wspierane przez Amerykanów, jednak pozycja Bajeńskiego była na tyle silna, że zdołał nie dopuścić do wystąpienia ZKCh z ZKE. Ostatecznie w 1958 roku J. Naumiuk i Walenty Dawidow zorganizowali samodzielny Kościół Chrystusowy, zarejestrowany w 1982 roku.
W latach 1953–1988 polskie Kościoły Chrystusowe znajdowały się w strukturach federacyjnego Zjednoczonego Kościoła Ewangelicznego (ZKE). W latach 1975–1981 przedstawiciel tego ugrupowania, Konstanty Sacewicz, był prezesem ZKE. W schyłkowym okresie istnienia ZKE przewodniczącym Rady Ugrupowania Kościołów Chrystusowych był Henryk Sacewicz.
W wyniku rozpadu ZKE ugrupowanie to usamodzielniło się i w 1988 stało się odrębnym zarejestrowanym związkiem wyznaniowym pn.Kościół Zborów Chrystusowych. Jego pierwszym zwierzchnikiem został pastor Henryk Sacewicz.

### Okres III Rzeczypospolitej
Po kilkunastu latach sprawowania urzędu zwierzchnika Kościoła przez Henryka Rother-Sacewicza (pierwszy człon nazwiska został przydany w latach 90.), w 2011 stanowisko to objął Andrzej W. Bajeński. Po 1989 Kościół dwukrotnie zmienił nazwę: najpierw w listopadzie 2004 na Wspólnota Kościołów Chrystusowych w RP, a od 31 sierpnia 2011 nosi nazwę Kościół Chrystusowy w RP.

## Agendy

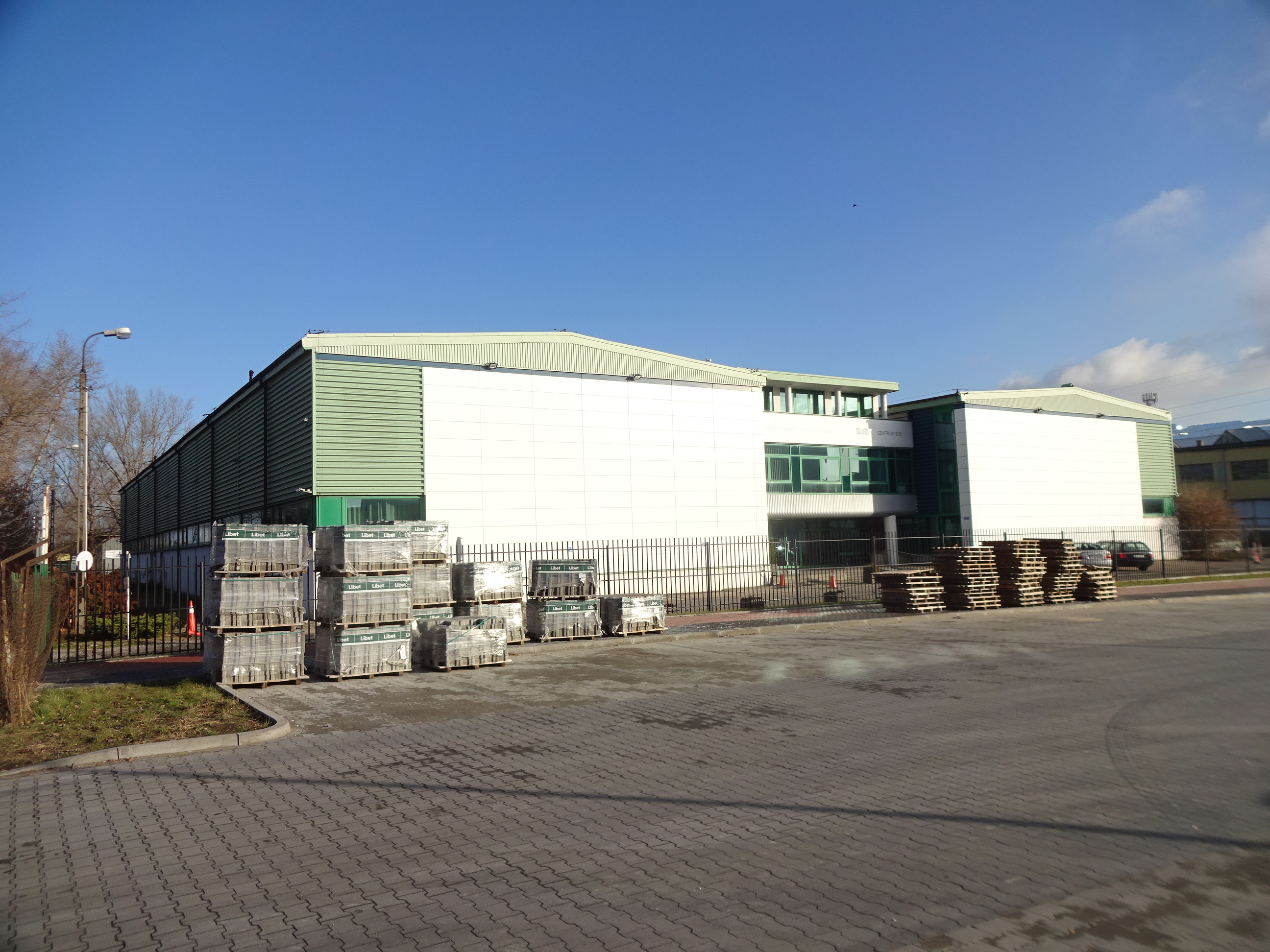
Centrum E10 w Warszawie

Najstarszą agendą kościoła jest Dom Spokojnej Starości „Betania” w Ostródzie. Powstał w 1958 w ramach ZKE (zwany był wtedy Domem Starców). W maju 1971 utworzono Ośrodek Katechetyczno-Misyjny „Ostróda Camp” w małej wsi Ostrów pod Ostródą.
Chrześcijański Instytut Biblijny (ChIB) został założony w 1984 w Warszawie. Prowadzi działalność edukacyjną i wydawniczą. Instytut wydał 83 tytuły o łącznym nakładzie ponad 250 000 egzemplarzy.
W 1988 powstało wydawnictwo „Słowo i Życie” dzięki zabiegom Henryka Ryszarda Tomaszewskiego, ówczesnego sekretarza Naczelnej Rady Kościoła. W 1989 zaczęto wydawać miesięcznik „Słowo i Życie”, jako organ prasowy Kościoła. Od 1990 był to dwumiesięcznik, a od 1995 kwartalnik. Wydawnictwo wydało również kilka książek. Od 2001 dyrektorem jest Bronisław Hury. „Słowo i Życie”, ukazuje się w nakładzie około 800 egzemplarzy.
Pozostałe agendy:
- Centrum E10
- Centrum Edukacji „Graceland”
- Centrum Edukacji „Hope4You”
- CRK ProEcclesia
- International Church Association
- Międzynarodowa Wymiana Kultury „International Culture Exchange ICX”
- Misja Charytatywna „Dobro Czynić“
- Misja Ewangeliczna w Polsce „Dom Łaski”
- Misja „Poślij Mnie”
- Misja Społeczna „Nadzieja”
- Pioneer Bible Translators Poland

## Zbory i stacje misyjne
Wspólnoty lokalne:

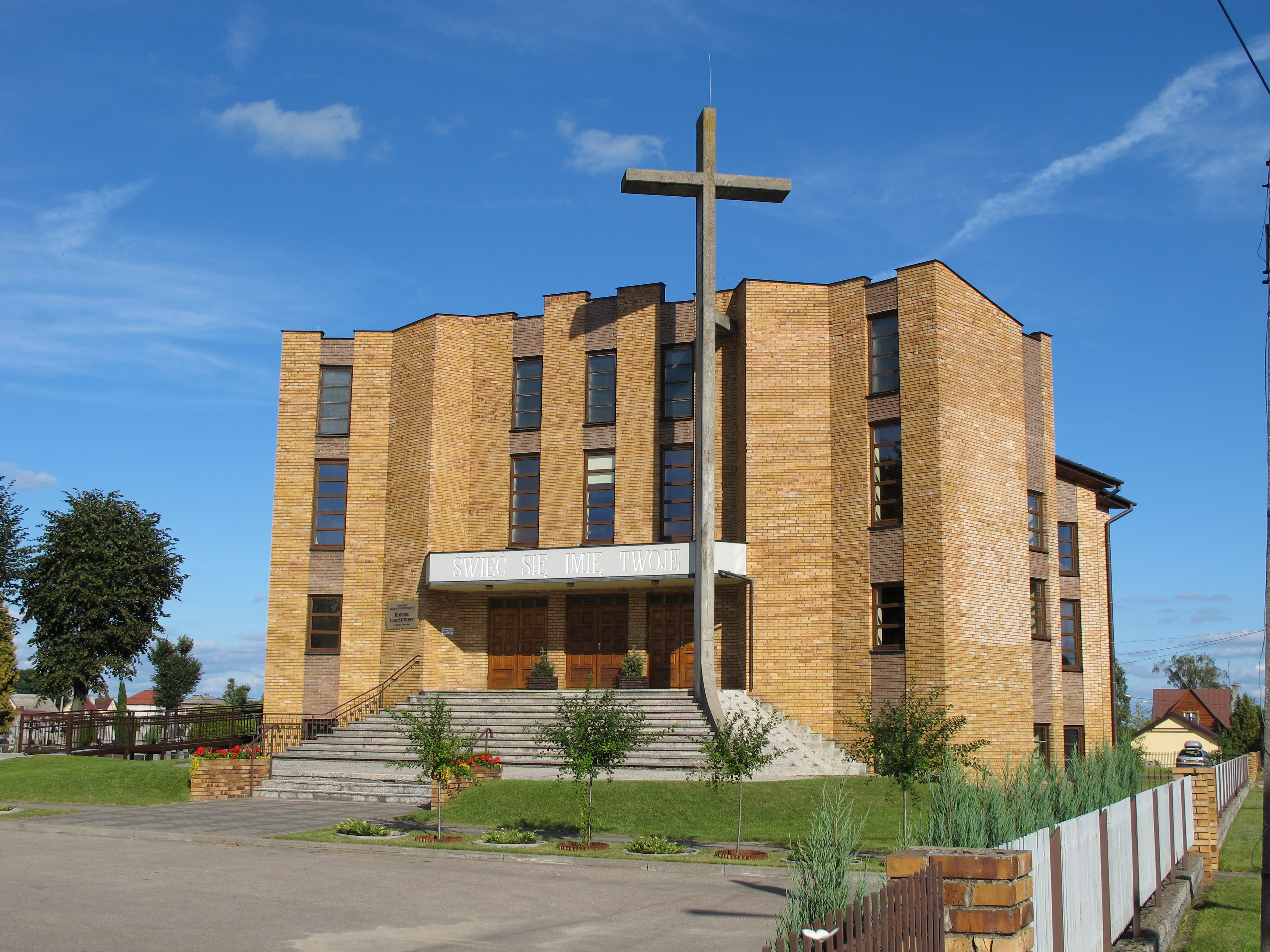
Kościół Chrystusowy w Bielsku Podlaskim

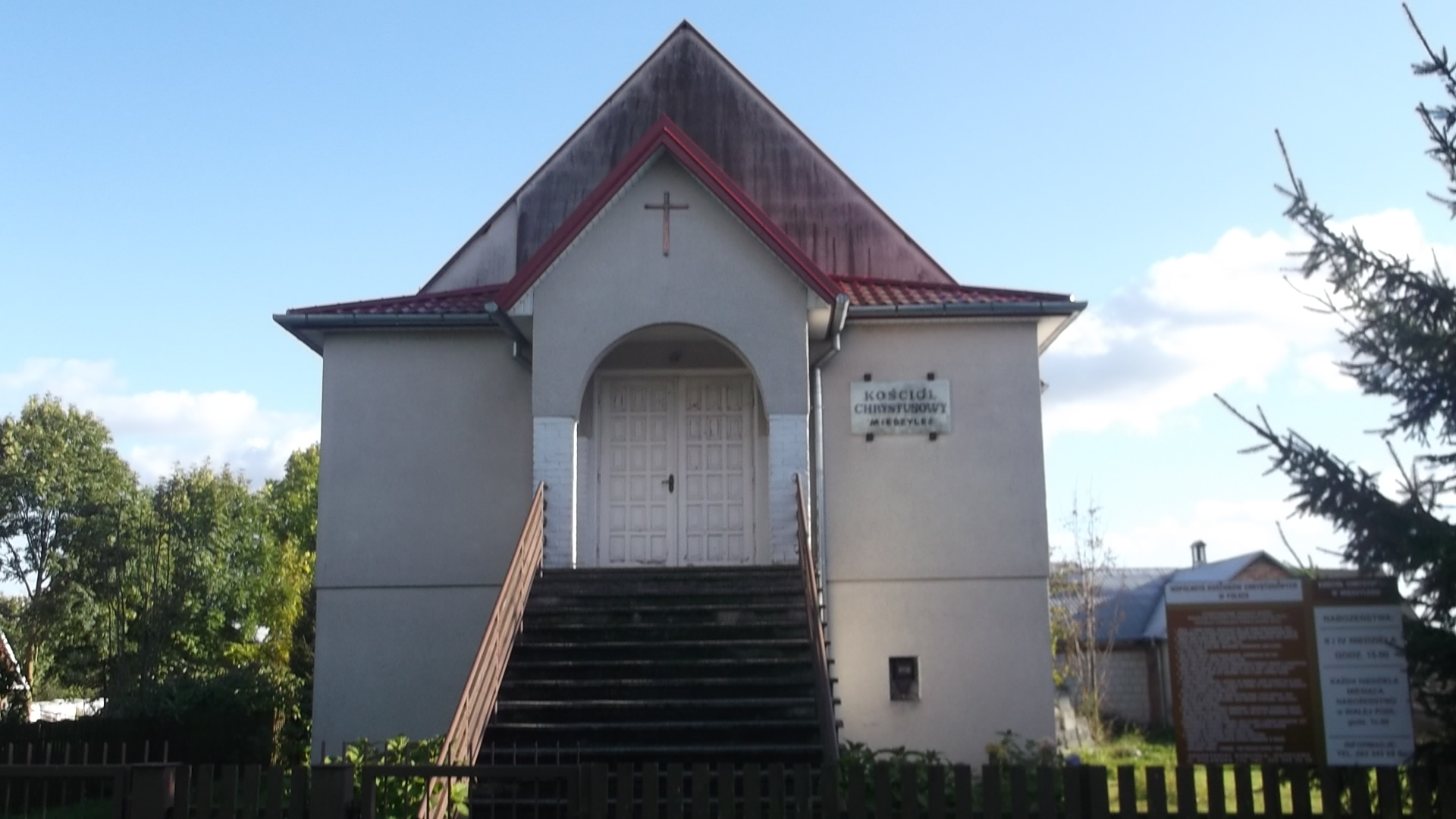
Kościół Chrystusowy w Międzylesiu

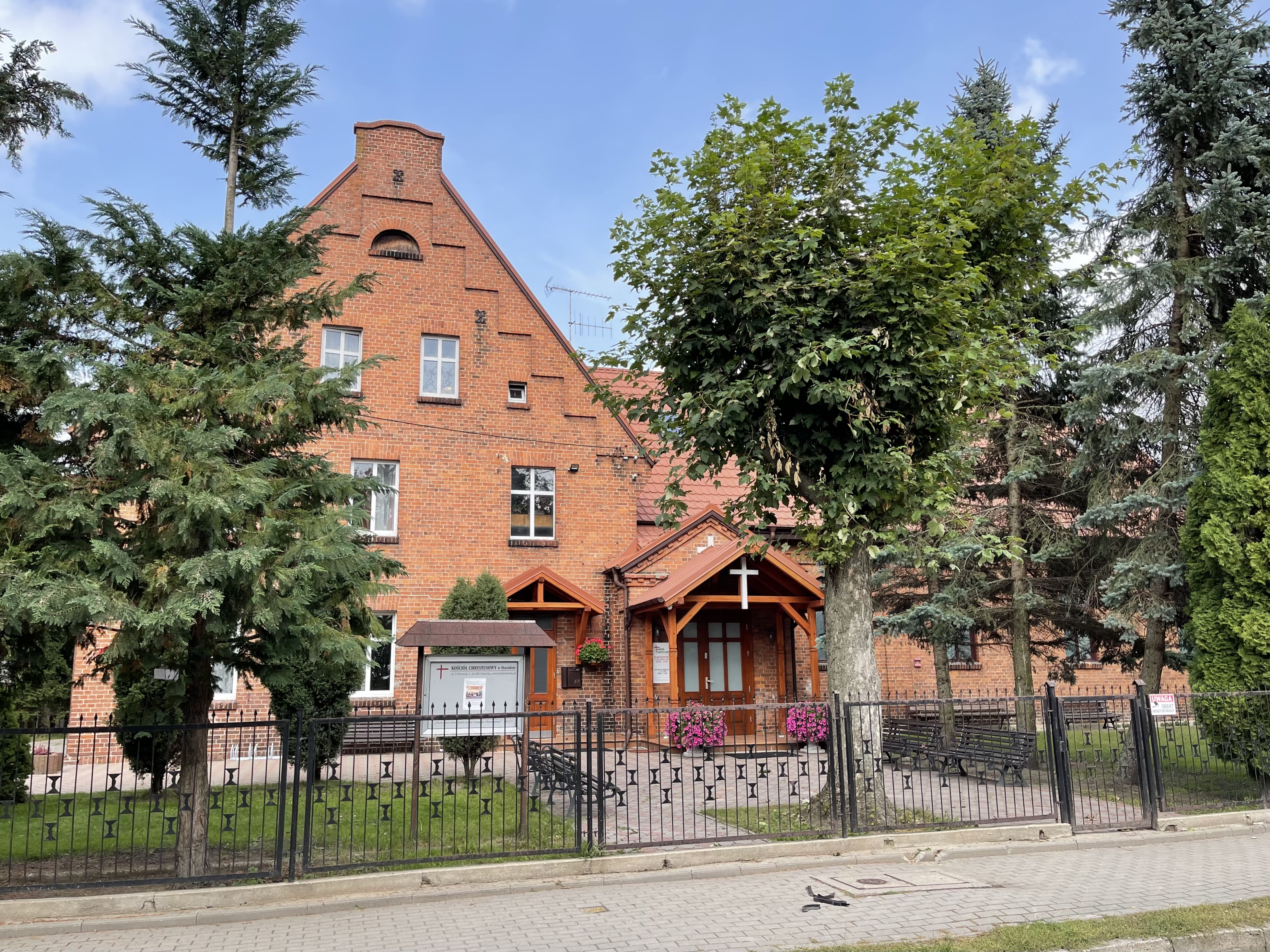
Kościół Chrystusowy w Ostródzie

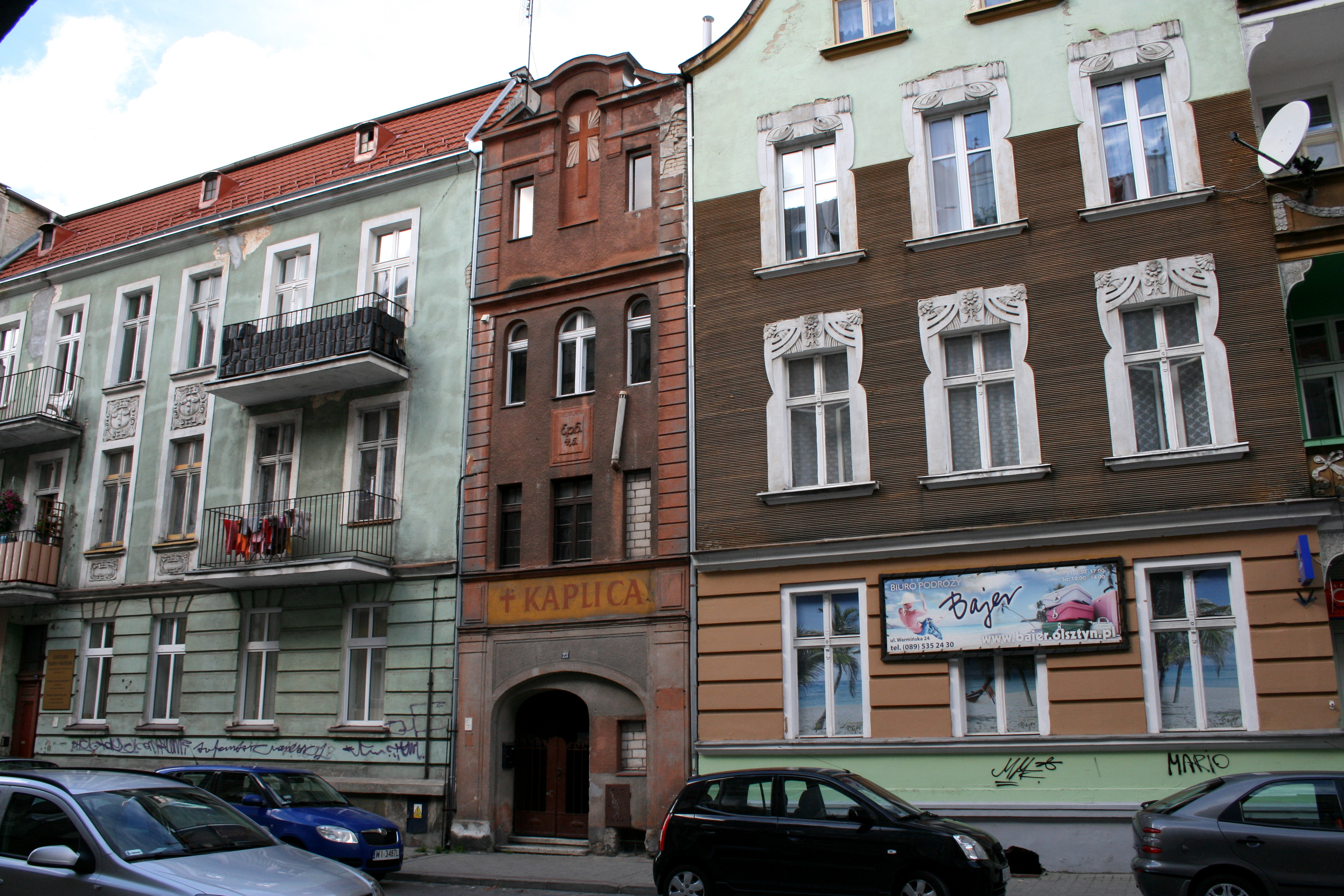
Kaplica w Olsztynie

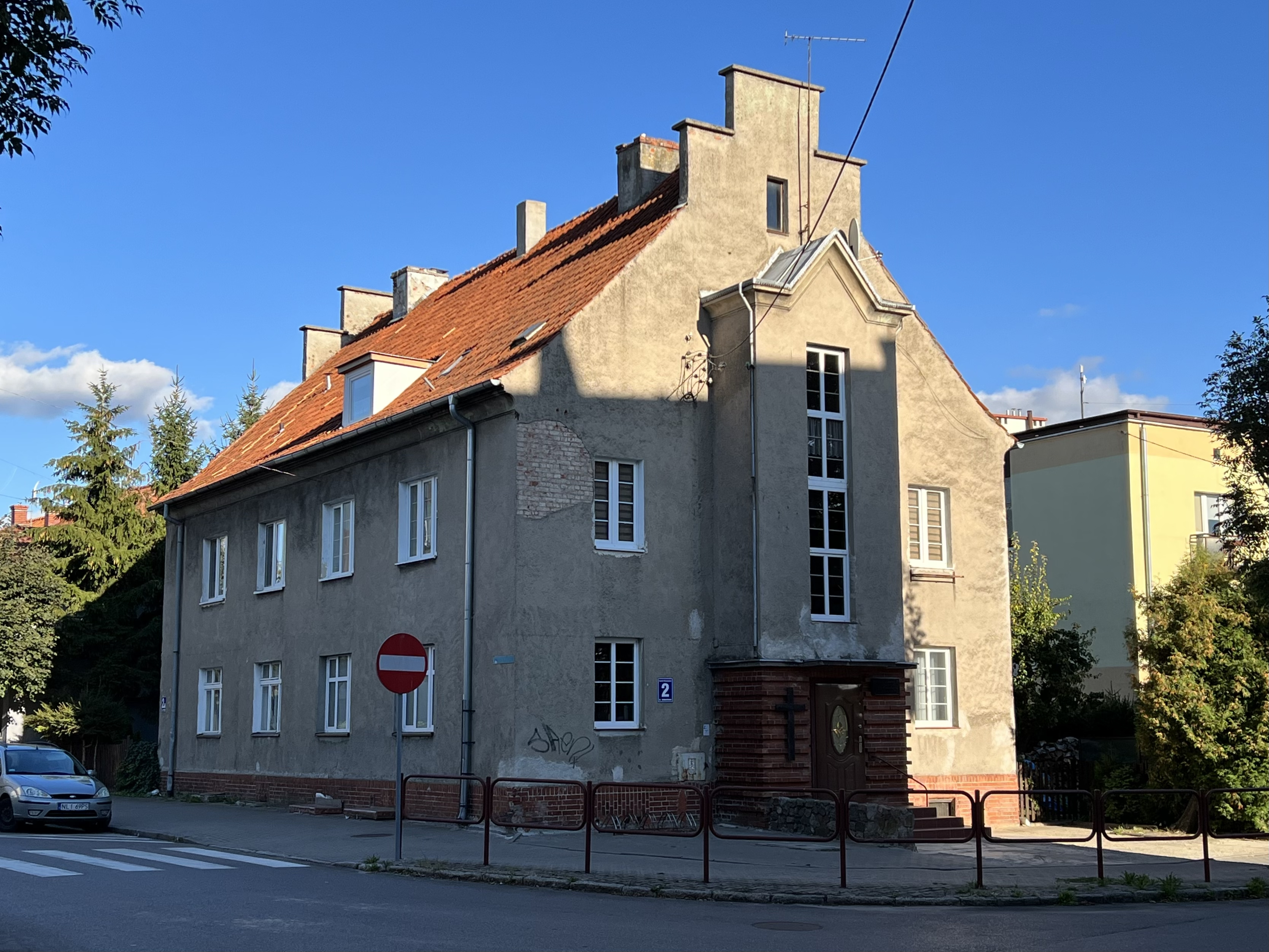
Kościół Chrystusowy w Lidzbarku Warmińskim

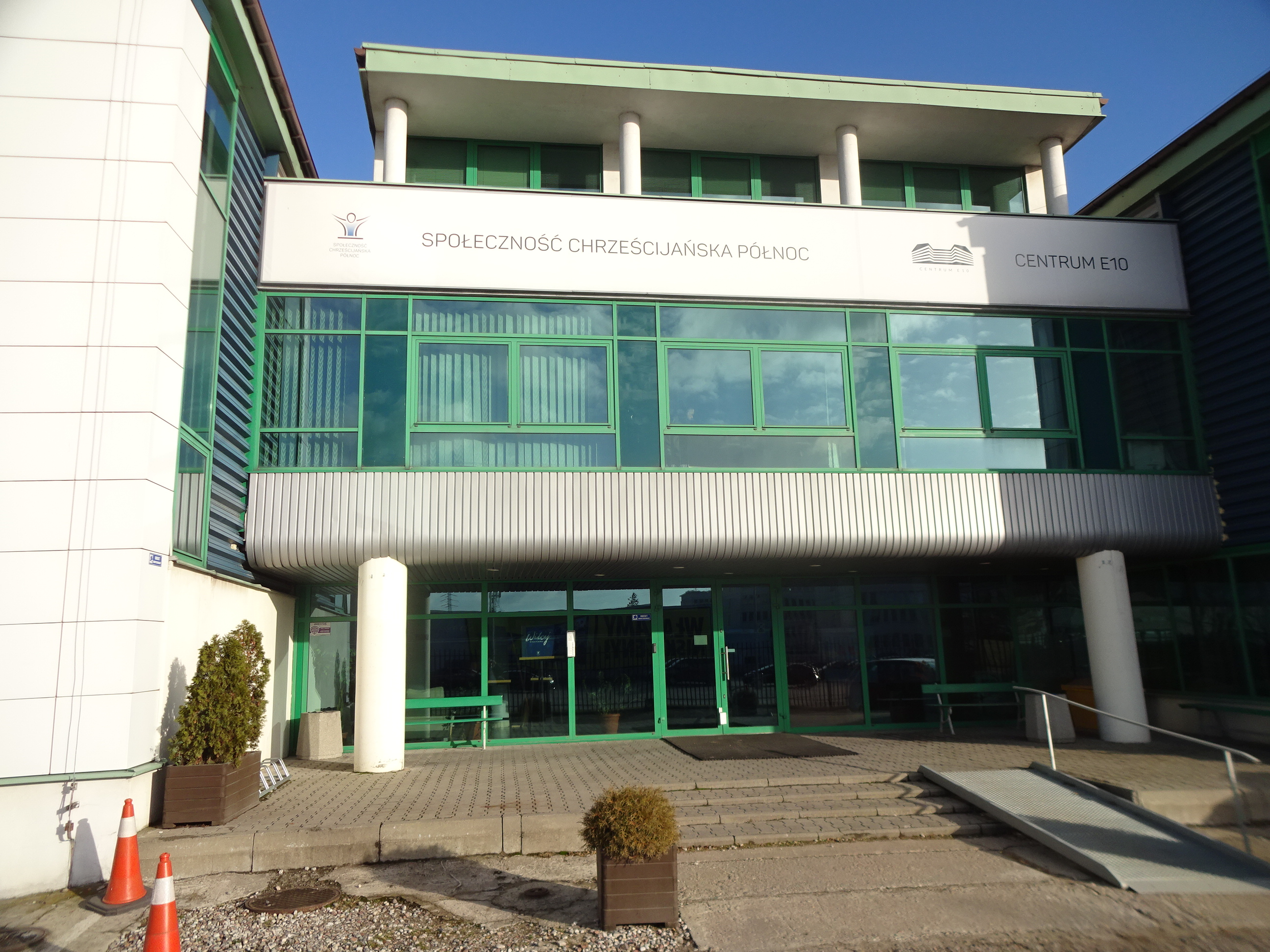
Siedziba Społeczności Chrześcijańskiej „Północ” w Warszawie

- Biała Podlaska – Kościół Chrystusowy „Zbawienie w Jezusie” w Białej Podlaskiej
  - stacja misyjna: Kościół Chrystusowy w Międzylesiu[29]
- Białogard – Kościół Chrystusowy w Białogardzie
- Bielsk Podlaski – Kościół Chrystusowy w Bielsku Podlaskim
- Ciechanów – Społeczność Chrześcijańska w Ciechanowie
- Dąbrowa Górnicza – Społeczność Chrześcijańska w Dąbrowie Górniczej
- Działdowo – Społeczność Chrześcijańska w Działdowie
- Garwolin – Społeczność Chrześcijańska w Garwolinie
- Gdynia-Orłowo – Społeczność Chrześcijańska w Gdyni
- Głogów – Społeczność Chrześcijańska w Głogowie
- Grudziądz – Społeczność Chrześcijańska w Grudziądzu
- Gryfice – Kościół Chrystusowy w Gryficach
- Jaworzno – Kościół Chrystusowy w Jaworznie
- Katowice – Społeczność Chrześcijańska w Katowicach
- Kołobrzeg – Kościół Chrystusowy w Kołobrzegu
- Koszalin – Kościół Chrystusowy w Koszalinie
- Kraków – Kościół Chrystusowy „Ziemia Święta” w Krakowie
- Lidzbark Warmiński – Kościół Chrystusowy w Lidzbarku Warmińskim
- Lidzbark Welski – Społeczność Chrześcijańska w Lidzbarku
- Lublin – Społeczność Chrześcijańska „Centrum”
- Łódź:
  - Społeczność Chrześcijańska TOMY w Łodzi
  - Społeczność Ewangeliczna w Łodzi
- Nysa – Kościół Chrystusowy w Nysie
- Olsztyn – Społeczność Chrześcijańska w Olsztynie
- Ostróda – Kościół Chrystusowy w Ostródzie[30]
- Pabianice – Kościół Chrystusowy „Genesis Nova” w Pabianicach[31]
- Płock – Społeczność Chrześcijańska w Płocku
- Polkowice – Kościół Chrystusowy „Nowe Życie” w Polkowicach
- Połczyn-Zdrój – Kościół Chrystusowy w Połczynie-Zdroju
- Radom – Społeczność Chrześcijańska w Radomiu
- Rybnik – Kościół Chrystusowy w Rybniku
- Rzeszów – Kościół Chrystusowy „Chrześcijański Kościół Odrodzenia CRC”
- Sandomierz – Społeczność Chrześcijańska w Sandomierzu[32] (Wspólnota Chrześcijańska „Golgota”[33])
- Siemiatycze – Kościół Chrystusowy w Siemiatyczach
- Sosnowiec – Kościół Chrystusowy w Sosnowcu
- Tomaszów Mazowiecki – Społeczność Chrześcijańska TOMY w Tomaszowie Mazowieckim
- Warszawa:
  - Kościół Chrystusowy „Grace Church” w Warszawie
  - Kościół Chrystusowy „International Christian Fellowship” w Warszawie
  - Kościół Chrystusowy „Life Church”
  - Społeczność Chrześcijańska „Boży Pokój” w Warszawie
  - Społeczność Chrześcijańska „HIS Church” w Warszawie
  - Społeczność Chrześcijańska „Kingdom Life” w Warszawie
  - Społeczność Chrześcijańska Północ w Warszawie
  - Społeczność Chrześcijańska Południe w Warszawie
  - Społeczność Chrześcijańska „Puławska” w Warszawie
  - Społeczność Chrześcijańska „Wilanów” w Warszawie[34][35]
  - Społeczność Chrześcijańska Zachód w Warszawie
- Wrocław – Społeczność Chrześcijańska we Wrocławiu
- Wyszków – Społeczność Chrześcijańska w Wyszkowie

## Statystyki

### Dane według statystycznych ankiet wyznaniowych
| Rok  | Liczba wiernych | Liczba zborów | Liczba kościołów/kaplic | Liczba duchownych |
| ---- | --------------- | ------------- | ----------------------- | ----------------- |
| 1989 | 2492            | 21            | 28                      | 50                |
| 1990 | 3297            | 50            | 29                      | 51                |
| 1991 | 3471            | 26            | 30                      | 60                |
| 1992 | 3543            | 26            | 30                      | 65                |
| 1994 | 3550            | 26            | 31                      | 65                |
| 1995 | 3580            | 26            | 31                      | 66                |
| 1996 | 3645            | 27            | 31                      | 66                |
| 1998 | 3875            | 27            |                         | 63                |
| 1999 | 3942            | 25            |                         | 60                |
| 2000 | 4291            | 25            | 28                      | 63                |
| 2001 | 4886            | 25            |                         | 75                |
| 2002 | 5092            | 25            |                         | 80                |
| 2003 | 5233            | 31            |                         | 84                |
| 2004 | 5527            | 33            |                         | 85                |
| 2005 | 5673            | 35            | 33                      | 93                |
| 2006 | 5858            | 35            | 33                      | 97                |
| 2007 | 5815            | 36            | 34                      | 103               |
| 2008 | 4825            | 36            | 34                      | 102               |
| 2010 | 4927            | 38            | 33                      | 112               |
| 2011 | 4252            | 38            | 30                      | 118               |
| 2012 | 4518            | 37            | 30                      | 125               |
| 2015 | 5138            | 39            | 28                      | 366               |
| 2016 | 5361            | 41            | 28                      | 329               |
| 2017 | 5869            | 38            | 29                      | 360               |
| 2018 | 6326            | 40            | 29                      | 362               |
| 2019 | 6540            | 43            | 31                      | 362               |
| 2020 | 6645            | 44            | 31                      | 365               |
| 2021 | 6048            | 41            | 27                      | 334               |
| 2022 | 6821            | 48            |                         | 492               |
| 2023 | 6650            | 48            |                         | 490               |
| 2024 | 7365            | 52            |                         | 444               |

### Dane według wyników spisów powszechnych
| Spis powszechny               | Liczba deklaracji |
| ----------------------------- | ----------------- |
| Narodowy Spis Powszechny 2011 | 860               |
| Narodowy Spis Powszechny 2021 | 2072              |